# Бумеранг (альбом)
«Бумеранг» — третий сольный альбом российского рэп-исполнителя Кравцa, вышедший 25 октября 2012 года. В альбом вошло 15 треков, среди них 15-й трек с названием «Реальность» является бонусом к альбому. На альбоме можно услышать гостевые треки, записанные с Menace Society, Джино, Словетским, и Жарой. В припевах можно услышать слова или бэк-вокал Кати Новы, и Натальи Поволоцкой.

## Общая информация
- На треки «Всем своим»[2], «Пишем и поём»[3], и «Будь» сняты видеоклипы.
- Клип «Всем своим» был снят и смонтирован лейблом Gazgolder, так как участвующий в нём Словетский — артист этого лейбла.
- В «Ските» звучат слова из мультфильма «Малыш и Карлсон» и из кинофильма «Операция «Ы» и другие приключения Шурика».

## Список композиций
| №   | Название                            | Текст песни            | Длительность |
| --- | ----------------------------------- | ---------------------- | ------------ |
| 1.  | «Пишем и поём»                      | Кравц                  | 2:36         |
| 2.  | «Крышняк не сноси»                  | Кравц                  | 3:49         |
| 3.  | «Будь»                              | Кравц                  | 2:57         |
| 4.  | «Мимо» (feat. Джино)                | Кравц & Джино          | 3:45         |
| 5.  | «Обнуляй»                           | Кравц                  | 4:26         |
| 6.  | «Смачен»                            | Кравц                  | 3:28         |
| 7.  | «Одиноканитель»                     | Кравц                  | 3:45         |
| 8.  | «Туда где нас ждут»                 | Кравц                  | 3:29         |
| 9.  | «Вентилятор» (feat. Menace Society) | Кравц & Menace Society | 4:11         |
| 10. | «Ах*енно»                           | Кравц                  | 3:59         |
| 11. | «Всем своим» (feat. Словетский)     | Кравц & Словетский     | 4:01         |
| 12. | «В небо»                            | Кравц                  | 1:54         |
| 13. | «Скит»                              | ———                    | 0:34         |
| 14. | «Мутные телеги» (feat. Жара)        | Кравц & Жара           | 2:40         |

| №   | Название             | Текст песни | Длительность |
| --- | -------------------- | ----------- | ------------ |
| 15. | «Реальность» (Bonus) | Кравц       | 11:15        |

## Участники записи
- Слова:
Кравц (1—12, 14—15)
Джино (4)
Menace Society (9)
Словетский (11)
Жара (14)
- Вокал:
Наталья Поволоцкая (6—7, 10, 12, 14)
Катя Нова (2)